# خويفيرة رأس الرجاء
خويفيرة رأس الرجاء (الاسم العلمي:Koeleria capensis) هي نوع من النباتات تتبع جنس الخويفيرة من الفصيلة النجيلية. تم وصف هذا النوع من النبات علمياً لأول مرة من قبل كارولوس لينيوس سنة 1753. سمي هذا النوع نسبةً إلى منطقة رأس الرجاء الصالح في جنوب أفريقيا.